# 卡爾巴赫河 (烏爾夫特河支流)
50°32′19″N 6°33′19″E / 50.5385649°N 6.5551702°E

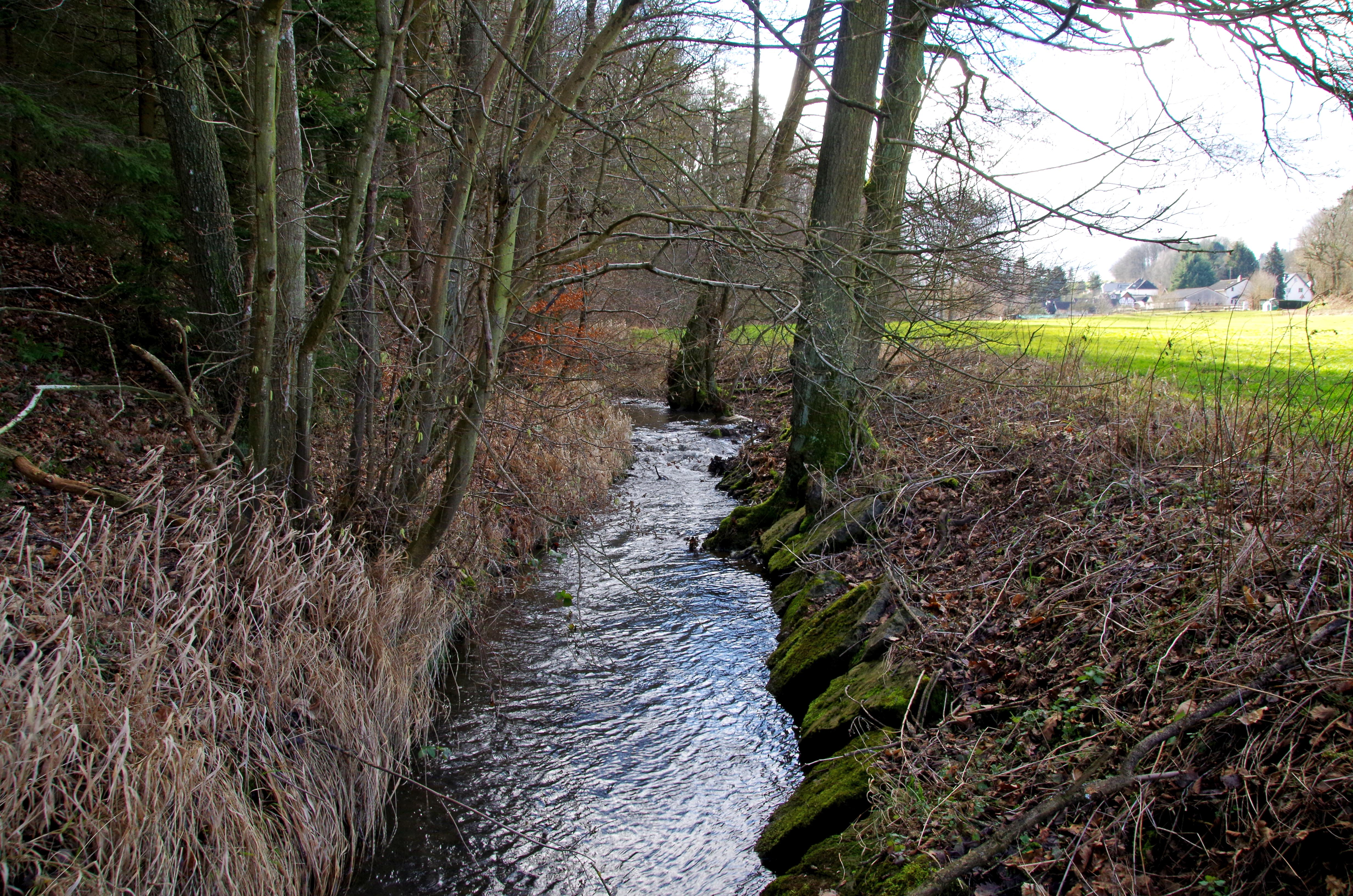

卡爾巴赫河（德語：Kallbach），是德國的河流，位於該國西部，處於北萊茵-威斯特法倫州，屬於烏爾夫特河的左支流，河道全長7.2公里，流域面積15平方公里。